# Ghiacciaio Ironside
Il ghiacciaio Ironside (in inglese, letteralmente, "fianco di ferro") è un ghiacciaio lungo circa 48 km situato sulla costa di Borchgrevink, nella regione nord-occidentale della Dipendenza di Ross, in Antartide. In particolare, il ghiacciaio, il cui punto più alto si trova a circa 3000 m s.l.m., ha origine nell'estremità meridionale del monte Minto, la vetta più alta dei monti dell'Ammiragliato, e da qui scorre verso sud-est lungo il versante sud-occidentale del monte Whewell e quello nord-orientale dapprima del monte Chider e poi del monte Herschel fino a gettarsi nella baia di Moubray, a fianco del ghiacciaio Honeycomb. Lungo il suo percorso, a sud della cresta Fischer, il flusso dell'Ironside viene arricchito da quello del ghiacciaio Kirk.

## Storia
Il ghiacciaio Ironside è stato mappato per la prima volta dallo United States Geological Survey grazie a fotografie scattate dalla marina militare statunitense (USN) durante ricognizioni aeree e terrestri effettuate nel periodo 1960-62, e così battezzato da membri della spedizione neozelandese di ricognizione geologica in Antartide svolta nel 1957-58, in riferimento alla sensazione di potenza data soprattutto dalla grande cascata di ghiaccio situata nella parte più bassa del ghiacciaio.